# 開封府〜北宋を包む青い天〜
『開封府〜北宋を包む青い天〜』（かいほうふ ほくそうをつつむあおいてん、原題：开封府传奇）は、2017年の中国のテレビドラマ。全58話。

## 概要
中国史上で最も愛された名裁判官・包拯の物語。

## あらすじ
北宋、第三代皇帝・真宗の時代、奇妙な天象のもと一人の男の子が生まれた。

## スタッフ
- 制作人：張暁虎
- 監督：鄭樺
- 脚本：鄭樺、沙楓
- 衣装：陳敏生

## 登場人物・出演者
- 包拯：ビクター・ホァン

本作の主人公。幼少期は三黒と呼ばれる。色黒で生まれたため次兄によって山に捨てられるが、長兄に救われる。長兄が無実の罪によって処刑されたのを機に、役人になる事を決意する。
- 尹雨柔：チャン・モン（中国語版）

笑天猫。
- 劉娥：ガン・ティンティン（中国語版）
- 仁宗：ジャン・チャオ（中国語版）

北宋第四代皇帝。幼名は受益。
- 展昭[1]：ジー・チェン（中国語版）
- 周児：ワン・ワンジョン（中国語版）
- 張徳林：チー・クイ

枢密使。
- 王延齢：フォン・グオチャン

宰相。
- 真宗：ウィンストン・チャオ

北宋の第三代皇帝。
- 八賢王：王仁君（中国語版）

真宗の弟。
- 尹若朝：

開封府尹で尹雨柔の父。
- 范仲淹：鄭進華
- 李才人：王宣予

仁宗の生母。後に太妃になる。京劇『狸猫換太子』の女主人公。
- 楊妃：劉宣廷
- 沈妃：肖蕾蕾
- 展無為：ワン・チェン（中国語版）
- 包拯の兄嫁：陳瑩
- 端午：王悠

孤児で包拯の幼馴染。
- 青女：乗瑤
- 青女の母：銭哆多

仁宗の乳母。
- 周懐仁：叶琪山

御前侍衛で仁宗の育ての親。
- 周児：王婉中

仁宗の幼馴染。
- 冷青（中国語版）：喬駿達
- 張子栄：鄭斯仁
- 張子雍：康恩赫
- 張燕燕：孫婉婷
- 陳世美（中国語版）：王梓権
- 秦香蓮（中国語版）：曹馨月
- 野利青：